# Haplochromis vonlinnei
Haplochromis vonlinnei är en fiskart som beskrevs av Van Oijen och De Zeeuw 2008. Haplochromis vonlinnei ingår i släktet Haplochromis och familjen Cichlidae. IUCN kategoriserar arten globalt som akut hotad. Inga underarter finns listade i Catalogue of Life.